# سيرهي مارشينكو
سيرهي ميخائيلوفيتش مارشينكو (بالأوكرانية: Сергій Михайлович Марченко)‏ (من مواليد 24 يناير 1981) هو اقتصادي وسياسي أوكراني يشغل حاليًا منصب وزير المالية في أوكرانيا منذ 30 مارس 2020. في السابق، شغل منصب نائب وزير المالية في أوكرانيا من 2016 إلى 2018 ونائب رئيس الإدارة الرئاسية في أوكرانيا من 2018 إلى 2019.

## حياته الشخصية
مارشينكو متزوج ولديه طفلان.
مارشينكو مهتم بالترايثلون، وشارك في ثلاث مشاركات في سباق الرجل الحديدي 70.3 أو "نصف الرجل الحديدي" (1.9 كم للسباحة و 90 كم من ركوب الدراجات و 21 كم كيلومتر من الجري)، اثنان منهم - في تركيا وفنلندا - أنهى السباق بنجاح. وفي البرتغال، أصيب أثناء ركوب الدراجة وبالتالي لم يتمكن من إكمال المسافة.

## روابط خارجية
- سيرهي مارشينكو  على فيسبوك.
- مرات الظهور على سي-سبان